# Jean Moréas
Jean Moréas, vlastním jménem Joannis Papadiamantopulos (15. duben 1856, Athény - 30. duben 1910, Paříž) byl řecko-francouzský básník. Odmítl parnasismus a přihlásil se k symbolismu, k jehož hlavním představitelům patřil.
Jako dítě měl francouzskou vychovatelku, které v něm probudila lásku k Francii a francouzské literatuře. Moréas se proto v roce 1879 přestěhoval do Paříže a stal se známou postavou v literárních kruzích a častým návštěvníkem místních kaváren. Vydal dva manifesty, jeden v časopise XIXe Siècle (11. srpna 1885) a jeden v literární příloze deníku Le Figaro (18. září 1886). Ty byly zásadními mezníky ve vývoji symbolismu.
Před emigrací do Francie publikoval svazek poezie, Tourterelles et vipères (Hrdličky a zmije, 1878), v řečtině a francouzštině. Jeho první zcela francouzské sbírky, Les Syrtes (1884) a Les Cantilènes (1886), byly pevně zakotveny v symbolistické estetice. V předmluvě k Le Pèlerin Passione (Vášnivý poutník, 1891) však Moréas začal symbolismus opouštět a počal volat po návratu k duchu klasicismu. Opustil volný verš a vrátil se ke klasickým formám. K významným sbírkám tohoto období patří Énone au clair visage (1893) a Eriphyle (1894).
Napsal též veršovanou divadelní hru Iphigénie à Aulide (1903) či prozaické Povídky ze staré Francie (1903), v nichž se projevuje obdiv konzervativce ke středověké Francii.